# G4S
G4S est une entreprise britannique de services de sécurité, elle emploie, en 2018, 546 000 salariés et est présente dans 120 pays à travers le monde.

## Histoire

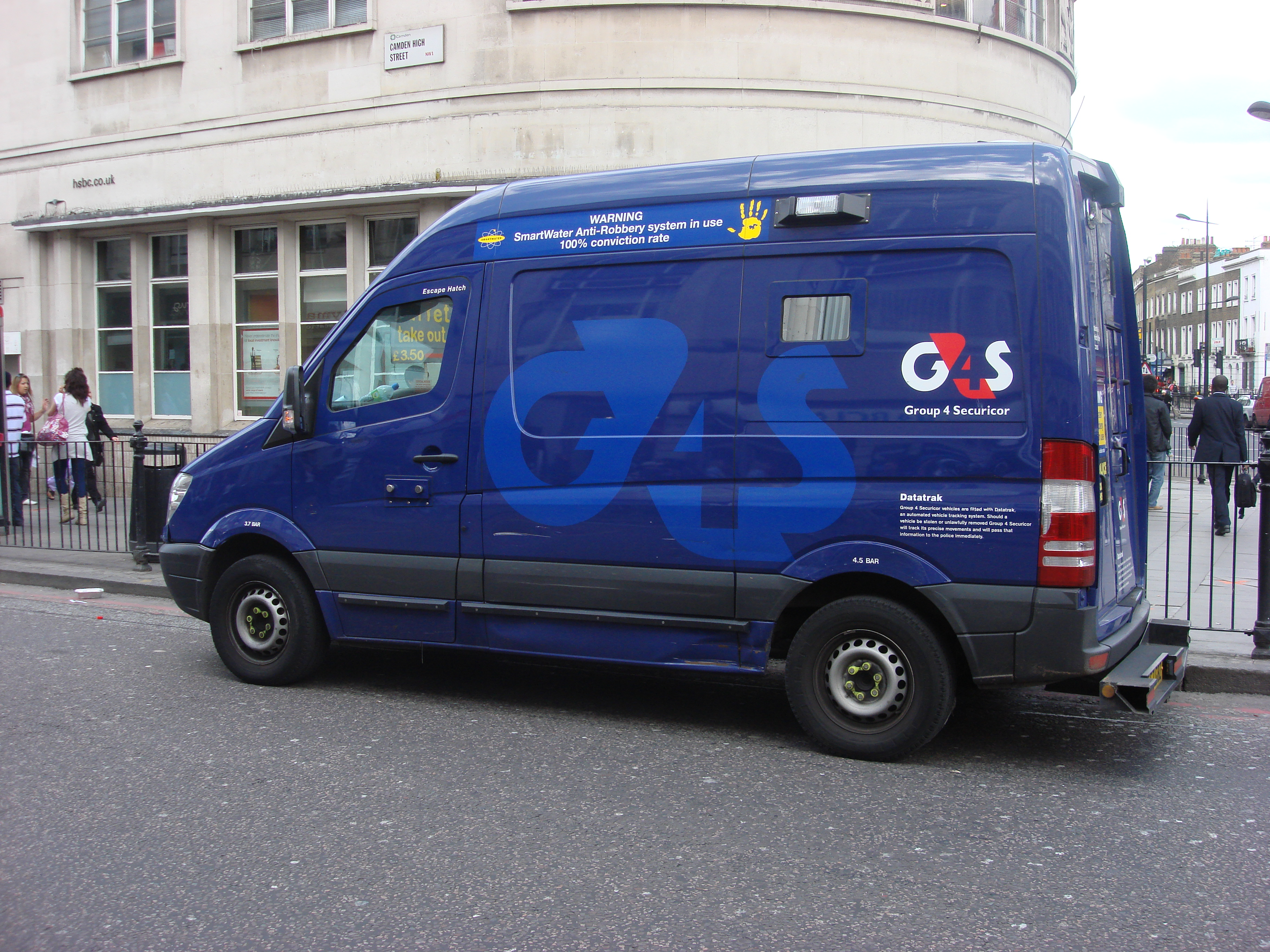
Mercedes Sprinter de G4S à Londres en 2009.

Le 21 mars 2011, le Comité d'organisation des Jeux olympiques et paralympiques d'été de 2012 annonce avoir choisi G4S comme prestataire officiel de services de sécurité pour les Jeux de 2012, organisés à Londres.
En amont des Jeux, l'entreprise reconnaît ne pas pouvoir honorer son contrat du fait d'une pénurie de main-d’œuvre.
Dans la nuit du 2 au 3 avril 2013, un groupe de personnes  attaquent à l'explosif le siège de l’entreprise à Gasperich (Luxembourg), puis tirent sur les policiers à la kalachnikov et prennent la fuite. 
En mars 2016, G4S annonce qu'elle quittera le marché israélien pour des « raisons commerciales ».
En mai 2016, G4S veut ouvrir des bureaux bancaires au Royaume-Uni et dans 5 pays européens, dont la Belgique.
À la suite de la fusillade du 12 juin 2016 à Orlando, G4S annonce que l'auteur de la fusillade, l'un de ses employés, a fait l'objet en 2007 et en 2013 d'examens qui n'ont rien révélé de préoccupant. Cela met en lumière plusieurs cas d'employés de G4S impliqués dans divers cas de violences criminelles et racistes dans les années précédentes.
Le 28 septembre 2018, le siège de la branche afghane de l'entreprise à Kaboul subit une attaque à la voiture piégée faisant dix tués dont 5 employés (4 Afghans et 1 Britannique) de G4S et 32 blessés.
En septembre 2020, GardaWorld annonce faire une offre sur G4S pour 2,95 milliards de livres, offre qui est rejetée par la direction de ce dernier. En mars 2021, G4S annonce accepter l'offre de 3,8 milliards de livres d'Allied Universal, créant un nouvel ensemble de 750 000 salariés.

## Principaux actionnaires
Au 16 janvier 2020:
| Invesco Asset Management                        | 29,92% |
| Mondrian Investment Partners                    | 8,70%  |
| Harris Associates                               | 15,04% |
| Schroder Investment Management                  | 5,44%  |
| Marathon Asset Management                       | 4,54%  |
| Brandes Investment Partners                     | 4,12%  |
| Woodford Investment Management                  | 3,99%  |
| Tweedy, Browne Co                               | 3,47%  |
| The Vanguard Group                              | 3,42%  |
| Capital Research & Management (World Investors) | 3,39%  |

## Dans la culture populaire
- L'entreprise apparaît dans la série de jeu vidéo Grand Theft Auto sous le nom de Gruppe Sechs.